# Візуальні ефекти
Візуальні ефекти (англ. Visual effects, також вживається абревіатура VFX) — ілюзіоністський напрям у кіно, одним з родоначальників якого і першовідкривачем був француз Жорж Мельєс.
VFX передбачає інтеграцію кадрів живої дії (яка може включати спецефекти в камері) і створених зображень (цифрових або оптичних, тварин або істот), які виглядають реалістично, але були б небезпечними, дорогими, непрактичними, трудомісткими або неможливими. знімати на плівку. Візуальні ефекти з використанням комп'ютерно створених зображень (CGI) нещодавно стали доступними для незалежних кінематографістів із появою доступного та відносно легкого у використанні програмного забезпечення для анімації та компонування.

## Історія

### Ранні розробки
У 1857 році Оскар Рейландер створив перше в світі зображення зі спецефектами, об'єднавши різні частини з 32 негативів в одне зображення, зробивши змонтований комбінований відбиток. У 1895 році Альфред Кларк створив те, що зазвичай вважається першим спецефектом у кіно. Під час зйомок реконструкції обезголовлення Марії, королеви Шотландії, Кларк наказав акторові підійти до блоку в костюмі Мері. Коли кат підняв сокиру над його головою, Кларк зупинив камеру, змусив усіх акторів завмерти, а особу, яка грає Мері, покинути зі знімального майданчика. Він поставив манекен Мері на місце актора, відновив зйомку і дозволив катові опустити сокиру, відрубавши голову манекена. Подібні методи домінували б у виробництві спецефектів протягом століття.[1]

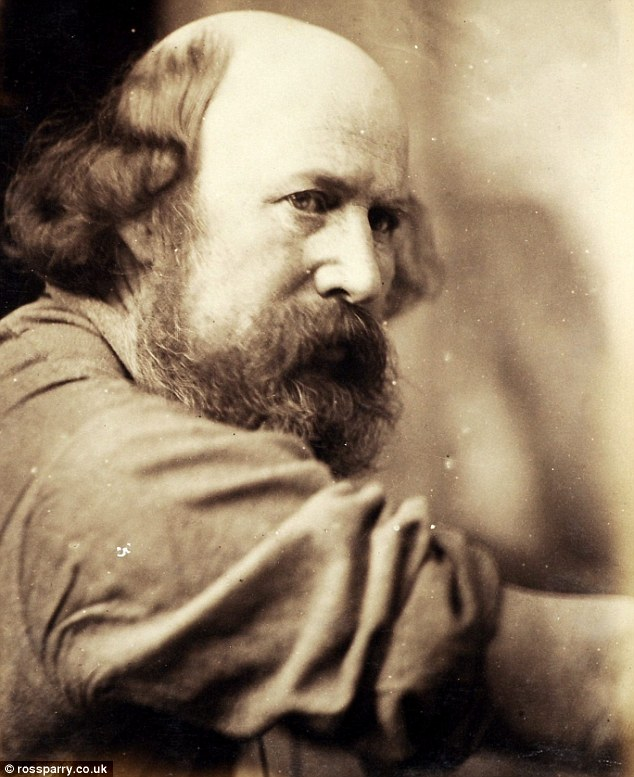
Оскар Рейландер

Це було не лише перше використання обману в кіно, це також був перший тип фотографічного обману, який був можливий лише у кінофільмі та називався «стоп-трюк». Жорж Мельєс, першовідкривач кінематографа, випадково виявив той самий «трюк зупинки».
За словами Мельєса, його камера заклинила під час зйомок вуличної сцени в Парижі. Під час перегляду фільму він виявив, що «стоп-трюк» змусив вантажівку перетворитися на катафалк, пішоходів змінити напрямок руху, а чоловіків перетворити на жінок. Мельєс, директор театру Робер-Гуден, був натхненний розробити серію з понад 500 короткометражних фільмів у період між 1896 і 1913 роками, у процесі розробки або винайдення таких технік, як мультиекспозиція, сповільнена фотографія, розчинення та рука. — пофарбований колір.
Через його здатність, здавалося б, маніпулювати та перетворювати реальність за допомогою кінематографа, плідного Мельєса іноді називають «кіномагом». Його найвідоміший фільм «Місячна подорож» (1902), химерна пародія на «Від Землі до Місяця» Жуля Верна, поєднував живу дію та анімацію, а також містив численні мініатюрні та матові малюнки.
Майстер спецефектів У. О'Браєн, що вже мав досвід роботи над фільмами «Примара з дрімучої гори» (1919) і «Втрачений світ» (1925), першою екранізацією роману А. Конан-Дойла, так само майстерно поєднував в одному кадрі в «Кінг Конзі» штучні джунглі і зображення акторів, що проєктуються на крихітному екрані. Пізніше він разом зі своїм учнем Р. Херріхаузеном отримав «Оскар» за спецефекти (знов із застосуванням техніки «зупиненого руху») для стрічки «Великий Джо Янг» (1949) Шедсака, який створив ніби нову версію свого ж «Кінг Конга». Херріхаузен уже самостійне ускладнив процес подібної анімації дії, назвавши його спочатку «динамацією», потім «супердинамацією». Завдяки цьому зняті відомі сцени дуелі скелетів у «Сьомій подорожі Синдбада» (1958) і поєдинку трьох акторів і семи скелетів з мечами в «Язоні і аргонавтах» (1963). У 1992 р. Херріхаузен отримав премію імені Гордона Соєра за технічні досягнення в кіно, яка прирівнюється до спеціального «Оскара» за кар'єру.

## Сучасність
Сьогодні VFX активно використовується майже в усіх створених фільмах. Крім фільмів, телесеріали та веб-серіали також, як відомо, використовують VFX.[2]

## Техніки

Madame Nobel — film set at the Embassy of France in Vienna May 2014 08

Анімація

- Спецефекти: Спецефекти (часто скорочені як SFX, SPFX, F/X або просто FX) — це ілюзії або візуальні трюки, які використовуються в театрі, кіно, телебаченні, відеоіграх і симуляторах для імітації уявних подій в історії або віртуальному світі. Спецефекти традиційно діляться на механічні ефекти та оптичні ефекти. З появою цифрового кіновиробництва розрізнення між спецефектами та візуальними ефектами зросло, причому останні відносяться до цифрової постпродакшн, тоді як «спеціальні ефекти» відносяться до механічних та оптичних ефектів. Механічні ефекти (також звані практичними або фізичними ефектами) зазвичай здійснюються під час живої зйомки. Це включає використання механізованого реквізиту, декорацій, масштабних моделей, аніматроніки, піротехніки та атмосферних ефектів: створення фізичного вітру, дощу, туману, снігу, хмар, створення враження, що автомобіль їде самостійно, підрив будівлі тощо. Механічні ефекти також часто входять до сценографії та гриму. Наприклад, протезний макіяж можна використовувати, щоб зробити актора схожим на нелюдську істоту. Оптичні ефекти (також звані фотографічними ефектами) — це техніка, за допомогою якої зображення або кадри плівки створюються фотографічним шляхом або «в камері», використовуючи багаторазову експозицію, матування чи процес Шюффтана, або під час постпродакшну за допомогою оптичного принтера. Оптичний ефект можна використати для розміщення акторів або декорацій на іншому фоні
- Зйомка руху: Зйомка руху (іноді скорочена як mo-cap або mocap) — це процес запису руху об'єктів або людей. Він використовується у військових, розважальних, спортивних, медичних додатках, а також для перевірки комп'ютерного зору [3] та робототехніки [4]. У кіновиробництві та розробці відеоігор це стосується запису дій людей-акторів і використання цієї інформації для анімації цифрових моделей персонажів у 2-D або 3-D комп'ютерній анімації.[5][6][7] Коли він включає обличчя та пальці або фіксує тонкі вирази, його часто називають захопленням продуктивності.[8] У багатьох галузях захоплення руху іноді називають відстеженням руху, але у фільмах та іграх відстеження руху зазвичай більше стосується переміщення збігів.
- Матовий малюнок: Матовий малюнок — це намальоване зображення пейзажу, декорацій або віддаленої локації, що дозволяє кінематографістам створити ілюзію середовища, якого немає на місці зйомок. Історично склалося так, що матові художники та кінотехніки використовували різні техніки, щоб поєднати матове зображення з живими кадрами. У найкращому вигляді, залежно від рівня майстерності художників і техніків, ефект є «безшовним» і створює середовище, яке інакше було б неможливо або дорого знімати. У сценах частина живопису є статичною, а рухи інтегровані в неї.
- Анімація: Анімація — це метод, за якого фігури маніпулюють так, щоб вони виглядали як рухомі зображення. У традиційній анімації зображення малюються або малюються вручну на прозорих целулоїдних аркушах для фотографування та демонстрації на плівці. Сьогодні більшість анімацій створюються за допомогою комп'ютерних зображень (CGI). Комп'ютерна анімація може бути дуже детальною 3D-анімацією, тоді як 2D-комп'ютерна анімація може використовуватися для стилістичних міркувань, низької пропускної здатності або швидшого візуалізації в реальному часі. Інші поширені методи анімації застосовують техніку стоп-моушн до дво- та тривимірних об'єктів, таких як вирізи з паперу, маріонетки чи глиняні фігурки. Зазвичай ефект анімації досягається швидкою послідовністю послідовних зображень, які мінімально відрізняються один від одного. Вважається, що ця ілюзія, як і в кінофільмах загалом, заснована на феномені фі та бета-руху, але точні причини все ще невідомі. Аналогові механічні анімаційні носії, які покладаються на швидке відображення послідовних зображень, включають фенакистикоп, зоетроп, фліп-книгу, праксиноскоп і фільм. Телебачення та відео є популярними засобами електронної анімації, які спочатку були аналоговими, а тепер працюють у цифровому вигляді. Для відображення на комп'ютері були розроблені такі методи, як анімація GIF і Flash-анімація.
- 3D-моделювання: у 3D-комп'ютерній графіці 3-D моделювання — це процес розробки математичного зображення будь-якої поверхні об'єкта (неживого чи живого) у трьох вимірах за допомогою спеціального програмного забезпечення. Виріб називається 3-D моделлю. Хтось, хто працює з 3-D моделями, може називатися 3-D художником. Його можна відобразити як двовимірне зображення за допомогою процесу, що називається 3D-візуалізація, або використовувати в комп'ютерному моделюванні фізичних явищ. Модель також можна фізично створити за допомогою пристроїв для 3D-друку.
- Оснащення: Скелетна анімація або такелаж — це техніка в комп'ютерній анімації, у якій персонаж (або інший артикульований об'єкт) представлений у двох частинах: поверхнева репрезентація, яка використовується для малювання персонажа (яка називається сіткою або шкірою), та ієрархічний набір взаємопов'язаних частин. (так звані кістки, які разом утворюють скелет або установку), віртуальна арматура, яка використовується для анімації (пози та ключового кадру) сітки.[9] Хоча цю техніку часто використовують для анімації людей та інших органічних фігур, вона лише робить процес анімації більш інтуїтивно зрозумілим, і цю ж техніку можна використовувати для керування деформацією будь-якого об'єкта, наприклад дверей, ложки, будівлі тощо., або галактика. Коли анімований об'єкт є більш загальним, ніж, наприклад, гуманоїдний персонаж, набір «кісток» може не бути ієрархічним або взаємопов'язаним, а просто представляти опис руху частини сітки на більш високому рівні, на яку він впливає.
- Ротоскопія: Ротоскопія — це техніка анімації, яку аніматор використовує, щоб кадр за кадром простежувати за кадром, щоб створити реалістичну дію. Спочатку аніматори проектували сфотографовані зображення живих фільмів на скляну панель і малювали поверх зображення. Це проекційне обладнання називається ротоскопом, розробленим польсько-американським аніматором Максом Флейшером. Цей пристрій згодом замінили комп'ютери, але цей процес досі називається ротоскопією. У індустрії візуальних ефектів ротоскопія — це техніка ручного створення матового елемента на робочій пластині, щоб його можна було скомпонувати на іншому фоні.[10][11] Для цього частіше використовується кольоровий ключ, оскільки він швидший і вимагає менше роботи, однак ротоскопія все ще використовується для об'єктів, які не знаходяться перед зеленим (або синім) екраном, через практичні чи економічні причини.Then & Now — Main Hall

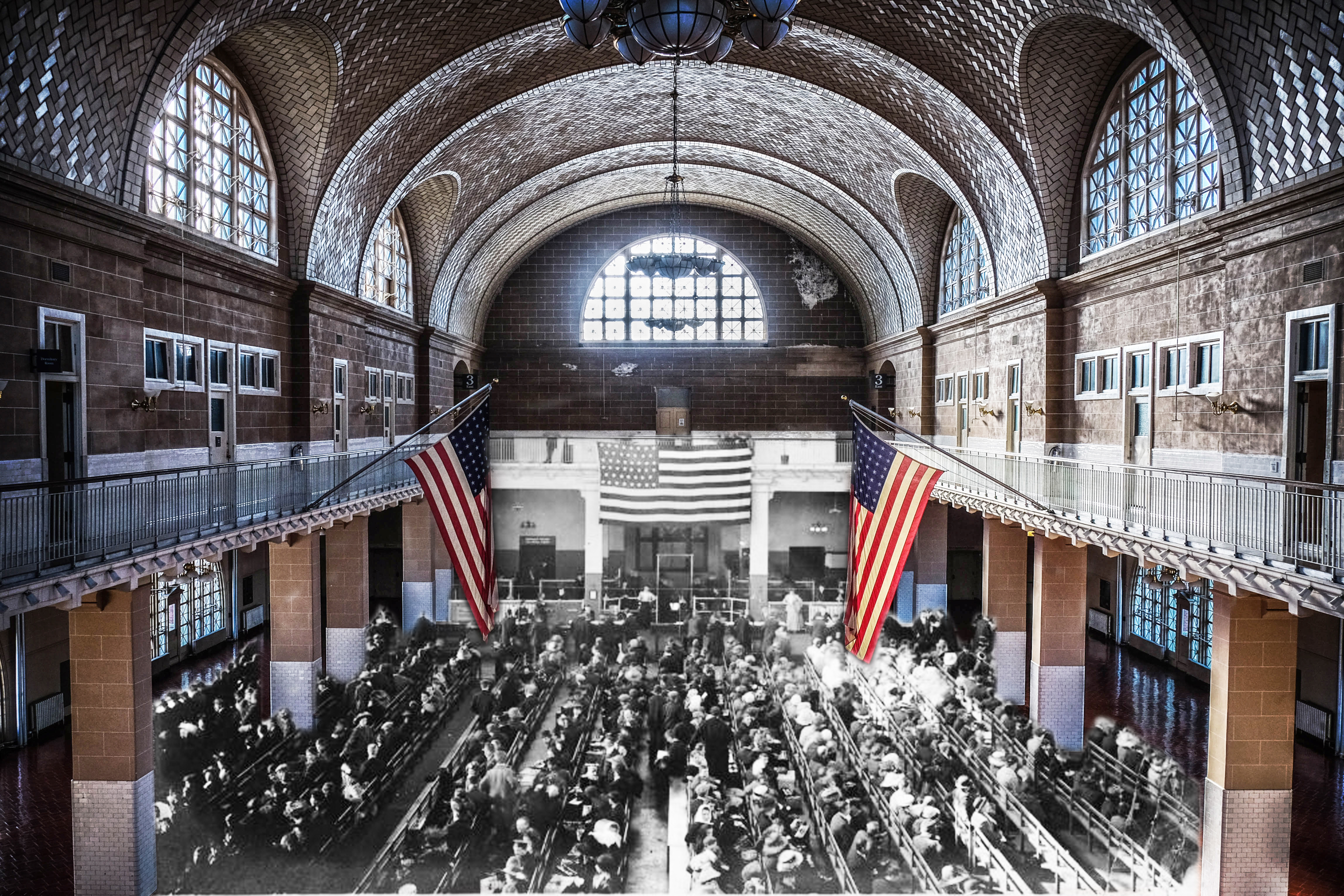
Then & Now — Main Hall

- Переміщення відповідності: у візуальних ефектах переміщення відповідності — це техніка, яка дозволяє вставляти комп'ютерну графіку в кадри живої дії з правильним положенням, масштабом, орієнтацією та рухом відносно сфотографованих об'єктів у кадрі. Цей термін використовується для опису кількох різних методів вилучення інформації про рух камери з відео. Переміщення збігів, яке іноді називають відстеженням руху або визначенням камери, пов'язане з ротоскопією та фотограмметрією. Переміщення сірників іноді плутають із захопленням руху, яке записує рух об'єктів, часто акторів, а не камери. Як правило, для захоплення руху потрібні спеціальні камери та датчики, а також контрольоване середовище (хоча останні розробки, такі як камера Kinect і Face ID від Apple, почали це змінювати). Переміщення збігів також відрізняється від фотографії з керуванням рухом, яка використовує механічне обладнання для виконання кількох однакових рухів камери. Переміщення сірників, навпаки, зазвичай є програмною технологією, яка застосовується після факту до звичайного відеоматеріалу, записаного в неконтрольованому середовищі звичайною камерою. Переміщення відповідності використовується в основному для відстеження руху камери під час кадру, щоб можна було відтворити ідентичний рух віртуальної камери в програмі 3D-анімації. Коли нові CGI-елементи повертаються до вихідного кадру живої дії, вони відображатимуться в ідеально відповідній перспективі.
- Композитування: Композитування — це об'єднання візуальних елементів з окремих джерел в окремі зображення, часто для створення ілюзії, ніби всі ці елементи є частинами однієї сцени. Живі зйомки для композиції по-різному називаються «хроматичний ключ», «синій екран», «зелений екран» та інші назви. Сьогодні більшість, хоча й не весь, компонування досягається за допомогою обробки цифрових зображень. Однак доцифрові методи композиції сягають аж до трюкових фільмів Жоржа Мельєса наприкінці 19 століття, і деякі з них досі використовуються.
- Сплеск кольору: термін «сплеск кольору» означає використання кольорового елемента на монохромному кінозображенні.

## «Блукаюча маска» та «блакитний екран»
| Текст вилучений зі статті через підозру в порушенні авторських прав |
| --- |
| Текст, що раніше перебував на цій сторінці, запідозрено в порушенні авторських прав на текст із таких джерел: https://ia903002.us.archive.org/35/items/terminologycinema/Terminology%20Cinema.pdf (сторінки 231-233) Дата, коли було знайдено порушення: 19 грудня 2023. Тому, хто повісив цей шаблон: На сторінку обговорення користувача, який розмістив цю статтю, варто додати повідомлення {{subst:nothanks cv\|Візуальні ефекти\|url=https://ia903002.us.archive.org/35/items/terminologycinema/Terminology%20Cinema.pdf (сторінки 231-233)}} --~~~~. |
| До уваги користувача, який розмістив цю статтю Не редагуйте статтю зараз, навіть якщо ви збираєтеся її переписати. Дотримуйтесь вказівок нижче. - Якщо власник авторських прав на зазначений вище матеріал дозволяє використовувати його на умовах GNU FDL без незмінюваних секцій та Creative Commons із зазначенням автора / розповсюдження на тих самих умовах, будь ласка, сповістіть про це на сторінці обговорення цієї статті. - Якщо правовласником є ви, додайте на зазначеному вище ресурсі примітку: «Матеріали дозволено використовувати на умовах GNU FDL без незмінюваних секцій та Creative Commons із зазначенням автора / розповсюдження на тих самих умовах». - Якщо дозволу на використання цього матеріалу немає, будь ласка, зробіть одне з двох: 1. Напишіть хоча б гарний накид статті на цій підсторінці. Зверніть увагу: не треба копіювати текст, що порушує авторські права, на зазначену підсторінку й редагувати його. Якщо ви взялися за написання нової статті, не забудьте сповістити про це на сторінці обговорення. 2. Залиште все як є, і тоді статтю буде вилучено. У випадку, якщо новий текст написано не буде, цю статтю буде вилучено через тиждень після появи цього попередження (детальніше див. документацію шаблону). Вихідний текст цієї статті з можливим порушенням копірайту можна знайти в історії змін. Зверніть увагу, що розміщення у Вікіпедії матеріалів, автор яких не надав явного дозволу на їхнє використання відповідно до ліцензії GNU FDL без незмінюваних секцій та Creative Commons із зазначенням автора / розповсюдження на тих самих умовах, може бути порушенням законів про авторське право. Користувачів, які додають до Вікіпедії такі матеріали, може бути тимчасово позбавлено права редагувати статті. Попри все, ми завжди раді вашим оригінальним статтям. Дякуємо. Цю сторінку внесено до категорії Вікіпедія:Можливе порушення авторських прав. |